# Liste der Äbte von Wettingen
Die folgenden Personen waren Äbte der Abtei Wettingen bzw. der Territorialabtei Wettingen-Mehrerau (Österreich):
- Konrad (1227) (vorher Prior von Salem)
- Heinrich von Murbach (1256–1261)
- Volker von Fulach (1278–1305)
- Ulrich Wolleb (1306–1308)
- Konrad von Müllheim (1310–1316)
- Heinrich von St. Gallen (1316–1324)
- Jakob von Schaffhausen (1324–1335)
- Eberhard von Tengen (1335–1337)
- Albrecht von Mengen (1338)
- Heinrich Sitti (1343–1351)
- Johann Murer (1351–1352)

- Berthold Tutz (1356–1358)
- Albrecht Hector (?) (1358–1379)
- Johann Paradyser (1379–1385)
- Burkart Wiß (1385–1407)
- Johann Türr (1407–1427)
- Johann Schwarzmurer (1427–1433)
- Rudolf Wülflinger (1433–1445)
- Johann Schwarzmurer (1445–1455)

- Albrecht Haas (1462–1486)

- Johann Müller (1486–1521)
- Andreas Wengi (1521–1528)
- Georg Müller (1528–1531)
- Johann Schnewly (1534)
- Johann Nöthlich
- Peter I. Eichhorn, OSB (1550–1563)
- Christoph Silberysen (1564–1594)
- Peter II. Schmid (1594–1633)
- Christoph Bachmann (1633–1641)
- Niklaus von Flüe (1641–1649)
- Bernhard Keller (1649–1659)
- Gerhard Bürgisser (1659–1670) (erst 1662 geweiht)
- Benedikt Staub (1670–1672)
- Marian Ryser (1672–1676)
- Nikolaus Göldlin von Tiefenau (1676–1686) (1664–1679 Abt von Tennenbach im Schwarzwald)
- Ulrich Meyer (1686–1694)
- Basilius Reuty (1695–1703)
- Franziskus Baumgartner (1703–1721)
- Alberich I. Beusch (1721–1745)
- Peter Kälin (1745–1762)
- Sebastian Steinegger (1768–1807)
- Benedikt II. Geygis (1807–1818)
- Alberich II. Denzler (1818–1840)
- Leopold Höchle (1840–1854)
  - er musste 1841 mit dem Konvent Wettingen verlassen, das Kloster wird 1854 in Mehrerau neu gegründet, seitdem führen die Äbte von Wettingen auch den Titel eines Priors von Mehrerau
- Leopold Höchle (1854–1864)
- Martin Reimann (1864–1878)
- Maurus Kalkum (1878–1893)
- Laurentius Wocher (1893–1895)
- Augustin Stöckli (1895–1902)
- Eugen Notz (1902–1917)
- Kassian Haid (1917–1949)
- Heinrich Suso Groner (1949–1968)
- Kassian Lauterer (1968–2009)
- Anselm van der Linde (2009–2018)
- Vinzenz Wohlwend (seit 2018)